# Abbas ibn Ali

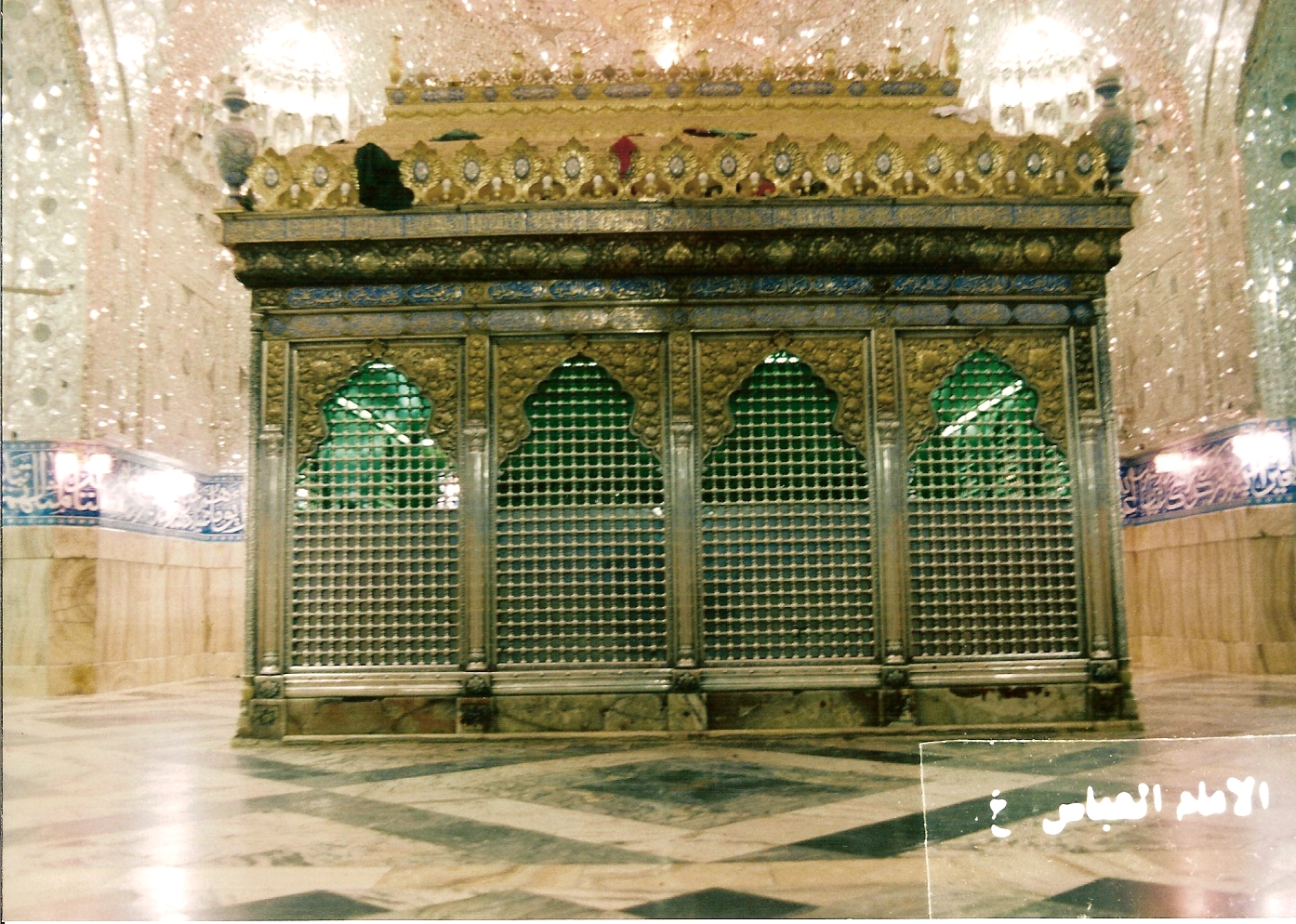
Interieur van de Al Abbas-moskee in Karbala

Al-‘Abbās ibn ‘Ali (647-680) (Arabisch: العباس بن علي) was een zoon van Ali ibn Abi Talib.
Abbas wordt vereerd door moslims voor zijn trouw aan zijn halfbroer imam Hoessein en zijn respect voor de Ahl al-Bayt. Hij wordt vereerd als martelaar door sjiitische en alevitische moslims voor zijn rol in de Slag bij Karbala, waarin hij sneuvelde.
De Al Abbas-moskee werd gebouwd op de plek waar hij begraven werd. Miljoenen sjiitische pelgrims bezoeken de moskee elk jaar.